# HMS Sturkö (M54)
HMS Sturkö (M54) var en minsvepare i svenska flottan av Hanö-klass. Sjösatt 1952. Omklassad till vedettbåt 1979. Skänktes sedan till Röda Korset. Under våren 1996 låg hon under omfattande reparationer i Valletta på Malta under namnet MY 09. Hon ägs av en italiensk kyrklig stiftelse och skall använda henne för utbildning av ungdomar.